# 吴泽湘
吴泽湘（英語：Chaucer H. Wu，1897年—1973年8月18日），字醴泉，四川成都人，中华民国政治人物。

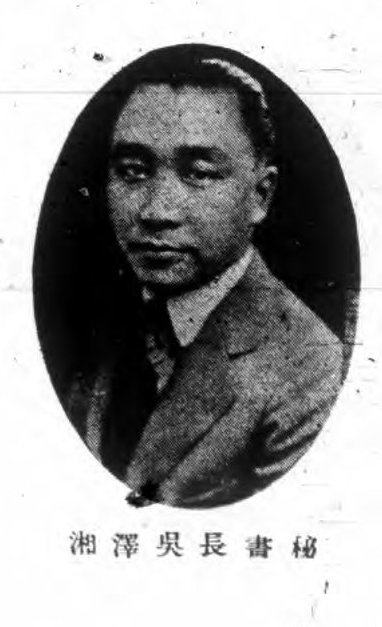
重慶市秘書長吳澤湘

## 生平
吴泽湘早年先后毕业于清华学校、英国伦敦大学。回国后，担任国务院经济讨论处编纂、股长、副组长等职，还曾任教于北京师范大学、北京交通大学、中国大学等校。1929年起，历任陆海空军总司设外交处秘书、国民政府军事政治代表团秘书长、驻津外交特派员、外交部条约委员会委员、外交部驻川康区视察专员等职。抗日战争期间，又任川康外交特派员、重庆市秘书长、外交部驻新疆特派员。1949年出任中华民国驻智利公使，1947年中国驻智利公使馆升格为大使馆后，他改任大使。赴台后，担任外交部顾问。1973年逝世。